# Южна Джорджия и Южни Сандвичеви острови
Южна Джорджия и Южни Сандвичеви острови е британска задморска територия, съставена от о. Южна Джорджия, Южните Сандвичеви острови, скалите Шаг и скалите Кларк. По площ 4066 km² територията е малко по-голяма от американския щат Род Айлънд или от испанския остров Майорка, но нейната 200-милна Изключителна икономическа зона е два пъти по-голяма от британската и обхваща 1,4 млн.km² от биологически най-продуктивните води на световния океан. Южноджорджийската морска зона, както и другите антарктически води под национална юрисдикция като зоните на Кергелен, Буве и Хърд и Макдоналд, се стопанисват съобразно изискванията на Конвенцията за опазване на антарктическите морски живи ресурси.

## Южна Джорджия
Южна Джорджия (на английски: South Georgia Island; на испански: South Georgias del Sur) е остров в Южната част на Атлантическия океан, най-големият в британската задморска територия и в едноименния архипелаг с площ от 3528 km². Южна Джорджия и Южните Сандвичеви острови, макар да се считат отделна британска задморска територия се управляват от губернатора на Фолкландските острови, който се явява техен комисар.

### Географска характеристика
Южна Джорджия е скалист остров с вулканичен произход, покрит с тундра и океански пасища, а във високите си планини има вечни ледници. Максимална височина връх Пейджит 2935 m. Бреговата линия с дължина над 700 km е силно разчленена от множество малки заливи, фиорди и тесни и дълги полуострови, по бреговете на които обитават огромни популации от тюлени и пингвини. Климатът е субантарктичен. Средна августовска (зимна) температура -1,5 °C, средна февруарска (лятна) 5,3 °C, годишната сума на валежите е 1400 – 1500 mm и са равномерно разпределени през годината. Духат постоянни западни ветрове и времето е предимно облачно. Геоложки остров Южна Джорджия заедно с Южните Сандвичеви, Южните Шетландски и Южните Оркнейски острови се отнасят към Южноатлантическия хребет.
Целият архипелаг се състои от 9 острова – Южна Джорджия, Аненков (14,93 km²), Бърд (3,9 km²), Купър (3 km²), Грас (0,3 km²) и още 4 по-малки (Уелкъм, Пикърсгрил, Тринити и Уилис) и 4 групи отделни скали.

### Историческа справка
Островът е открит през 1675 г. от английския търговец Антъни де ла Рош, а през януари 1775 г. за първи път е бил изследван и картиран от знаменития английски мореплавател Джеймс Кук, който го наименува в чест на тогавашния английски монарх. През декември 1819 г. югозападното крайбрежие е картирано от руската антарктическа експедиция възглавявана от Фадей Белингсхаузен и Михаил Лазарев.
През 18 и 19 в. на острова са пребивавали британски и американски ловци на тюлени и китове, които основават няколко селища. В началото на 20 в. на острова са докарани северни елени, коита подивели и се размножили, застрашавайки екосистемата на острова при отсъствието на хищници, като опасли до дъно тундровата растителност. През 2012 г. Великобритания се обръща за помощ към норвежки специалисти за помощ при отстрела на повече от 3000 подивели северни елени.
На острова има само едно селище Грютвикен, в което постоянно живеят 30 души, а сезонно и целогодишно работят научни станции, като през лятото броят им нараства до 50 души. От 1982 до 2001 г. на острова пребивава британски военен гарнизон. Бившите китобойни бази се реставрират в качеството си на туристически забележителности, а в Грютвикен има музей на Южна Джорджия. На острова по негово желание е погребан видният английски антарктически изследовател Ърнест Шакълтън.

## Южни Сандвичеви острови
Южните Сандвичеви острови (на английски: South Sandwich Islands) са група от 11 вулканични острова разположени в южната част на Атлантическия океан, на 570 km югоизточно от остров Южна Джорджия и са част британската задморска територия Южна Джорджия и Южни Сандвичеви острови. Обща площ 310 km². Южните Сандвичеви острови и Южна Джорджия, макар да се считат отделна британска задморска територия, се управляват от губернатора на Фолкландските острови, който се явява техен комисар.

### Географска характеристика
Общата площ на островите е 310 km² и се простират от север на юг на протежение от 410 km от 56°18’ до 59°27’ ю.ш. Състоят се 4 групи острови:
- Острови Траверсе от 56°18’ до 56°42’ ю.ш.: 3 острова – Завадовски (25 km², 550 m), Лесков (0,3 km², 190 m) и Високи (35 km², 915 m);
- Острови Кандълмас от 57°05’ до 57°06’ ю.ш.: 2 острова – Кандълмас (14 km², 550 m) и Уиндикейшън (5 km², 430 m);
- Централни острови от 57°48’ до 59°03’ ю.ш.: 3 острова – Сандърс (40 km², 990 m), Монтагю (110 km², 1372 m) и Бристол (46 km², 1100 m);
- Острови Садърн Туле от 59°25’ до 59°27’ ю.ш.: 3 острова – Белингсхаузен (1 km², 255 m), Кук (20 km², 1115 m) и Туле (14 km², 710 m);

Изградени са основно от млади вулканични породи. Целият архипелаг е разположен покрай Южносандвичевата подводна падина, явяват се част от Южноатлантическия хребет и са в силно сеизмична зона с действащи вулкани. Максимална височина връх Белинда 1372 m, разположен на остров Монтагю. Релефът е планински и постоянно са покрити със снегове и ледове. Климатът е субантарктичен. Времето е постоянно облачно с чести валежи и постоянни ветрове. Почти целогодишно температурата на въздуха е около 0 °C. Абсолютен максимум 17,7 °C, абсолютен минимум -29,8 °C. От средата на май до края на ноември островите са обкръжени от дрейфуващи ледове. Основната растителност са мъхове и лишеи. По бреговете им гнездят големи колонии от птици, в т.ч. пингвини и има леговища на тюлени и морски слонове.

### Историческа справка
През януари и февруари 1775 г. знаменитият английски мореплавател Джеймс Кук открива високи, стръмни и планински брегове, които наименува Земя Сандвич в чест на първия лорд на Британското Адмиралтейство. През януари 1820 г. руската антарктическа експедиция, възглавявана от Фадей Белингсхаузен и Михаил Лазарев изследва района на островите и доказва, че откритата от Кук Земя Сандвич са отделни острови, като Белингсхаузен запазва имената им дадени от неговия велик предшественик, а именно: островите Кандълмас, Уиндикейшън, Сандърс, Монтагю, Бристол, Кук и Туле. Останалите 4 острова са открити от руската експедиция и са наименувани Завадовски, Лесков, Високи и Белингсхаузен.
Постоянно население на островите няма. През лятото се посещават от научни експедиции. 26 души обитаващи островите.